# Дворац Зако у Бајши
Дворац Зако се налази у Бајши, изграђен је у XVIII веку, за потребе племићке породице Зако. Дворац заједно са пратећим имањем, породица Зако је добила на поклон од царице Марије Терезије 1751. год. за заслуге у војној служби. Од тада Стеван Зако, родоначелник ове породице, иначе својевремено капетан у Старој Кањижи, као и његови потомци носе племићки предикат „од Бајше”. Дворац данас представља културно добро од великог значаја.

## Историја
Дворац Зако у Бајши, код Бачке Тополе, саградили су чланови племићке породице Зако, који су Бајшу добили даровницом 1751. године од Марије Терезије. Дворац је првобитно био саграђен као скромна породична кућа крајем XVIII. века из које се водио надзор над спахилуком. Судећи по декоративним елементима (вазе као акротерије на врховима четворосливног крова), дворац је грађен 1818. истовремено када и православна црква, са којом је био повезан дворским вртом. Око пола века дворац је био у власништву племићке породице Војнић, код којих су се Закови својевремено задужили. Година 1818. је управо престављала годину када је унук Стеванов, Димитрије Зако, успео да поврати породично имање, када је дворац реновиран у духу наступајућег класицизма. Умро је почетком 1860. године у Бајши спахија Стефан Зако Бајшански. Претходно је са овог света (јесен 1859) отишао његов отац Ђорђе. У другој половини XIX. века, дворац са пратећим имањем откупљује Вамошер Нандор.
Дворац Зако данас није у завидном стању. Део у коме је некада био биоскоп потпуно је изгорео. Део у коме је некада био ресторан са преноћиштем, сада је напуштен и закључан. Данас се библиотека налази у трећем делу који је и сада у добром стању. На крају парка је изграђен базен који преко лета користе становници Бајше. Године 2000. дворац је до темеља изгорео у пожару.
О некадашњем сјају дворца сведоче поред царских дарова породице Зако и предмета који су припадали немачком грофу Арпаду Фалциону и још увек раскошан парк са преко осамдесет ретких биљних врста. Између два светска рата, у склопу дворца су постојали базен и тениски терени.
Дворац данас није отворен за посетиоце.

## Изглед дворца
Дворац Зако је приземни објекат са издуженом правоугаоном основом, са наглашеним троугаоним тимпанономима на главној фасади, са не карактеристичним носећим стубовима, која је окренута ка парку и са малим портицима на бочним фасадама. Кров дворца је на неуобичајен начин преломљен. Прозорски ритам је уједначен, што доприноси осећају једноставности и чистоте. Концепција просторног решења је на не адекватан начин измењена, чиме су донекле уништене класицистичке стилске особине здања. Капија дворца је зидана и наставља се на зид у продужетку куће. Поред дворца, здање Зако обухвата још велики парк, заједно са мањим пратећим објектима.